# Châu Mỹ thuộc Nga
Mỹ thuộc Nga (tiếng Anh: Russian America, tiếng Nga: Русская Америка, đã Latinh hoá: Russkaya Amerika) là tên của các tài sản thuộc địa của Nga ở Bắc Mỹ từ năm 1733 đến năm 1867. Tỉnh lỵ là Novo-Archangelsk (New Arkhangelsk), mà bây giờ Sitka, Alaska, Hoa Kỳ. Khu định cư kéo dài một phần của những gì hiện là tiểu bang Hoa Kỳ của California, Alaska và hai cảng ở Hawaii. Sự hợp nhất chính thức các tài sản của Nga đã không diễn ra cho đến khi Ukase năm 1799 thành lập độc quyền cho Công ty Nga Nga.và cũng cấp cho Giáo hội Chính thống Nga một số quyền nhất định trong các tài sản mới. Nhiều tài sản của nó đã bị bỏ rơi trong thế kỷ 19. Năm 1867, Nga đã bán những tài sản cuối cùng còn lại của mình cho Hoa Kỳ với giá 7,2 triệu đô la (129 triệu đô la theo thuật ngữ ngày nay).

## Lịch sử
Một số nhà nghiên cứu tin rằng các thuộc địa sớm nhất của Nga ở Alaska đã bắt đầu vào thế kỷ 17. Giả định này là: năm 1648, một số chuyến thám hiểm bằng thuyền cực của Bọ Cạp Nga trong chuyến thám hiểm Xie Miao Diezhnev Cơn bão trên biển đã thổi vào khu vực ven biển Alaska ngày nay và một thuộc địa được thành lập tại đây. Giả định này được dựa trên các Chukchi nhà địa lý Nikolai Doyle vàng chứng (Nikolai Daurkin) của. Dolkin đến thăm Alaska từ năm 1764 đến 1765 và báo cáo rằng trong số dân làng ở một ngôi làng xung quanh Kheuveren, đàn ông có râu và nói chuyện với Giáo hội Công giáo Đông phương. Các biểu tượng bức tranh cầu nguyện. Một số nhà nghiên cứu hiện đại thường liên kết sông Cohen Weinn với sông Yukon. Sau đó, vào năm 1799, Grigory Shelikhoff và Nikola Lezhanov của Nga đã đồng sáng lập công ty thương mại thuộc địa bán chính thức Nga và Hoa Kỳ ở Alaska.
Năm 1799, Sitka (trước đây gọi là New Archangel), thuộc địa của đảo Baranov ở Quần đảo Alexander, được thành lập và bán cho Hoa Kỳ như một thủ đô của Bắc Mỹ cho đến năm 1804 đến 1867. Nga chưa bao giờ hoàn toàn thuộc địa Alaska, và thuộc địa này không mang lại nhiều lợi ích cho Nga. Điều duy nhất để lại dấu vết của thực dân Nga là ở phía đông nam Alaska, là đặt tên và xây dựng một số nhà thờ trong khu vực.
Năm 1853, Chiến tranh Krym nổ ra. Sau thất bại của Nga, thuộc địa Alaska bị vương quốc Anh lấy đi. Ngoài ra, các công ty Nga và Mỹ đã chịu tổn thất nghiêm trọng, nên họ đã lên kế hoạch bán Alaska cho Hoa Kỳ. Vào ngày 30 tháng 3 năm 1867, Hoa Kỳ và Nga đã đạt được thỏa thuận bán với giá 7.200.000 đô la Mỹ. Ngày hợp đồng có hiệu lực là ngày 18 tháng 10 năm 1867. Cho đến hôm nay. Để kỷ niệm ngày này, Alaska được chỉ định là "Ngày Alaska". Giao dịch đất đai trở thành giao dịch lớn nhất trong lịch sử giao dịch đất đai thế giới và đơn giá trung bình chỉ là hai xu mỗi mẫu Anh (4,74 đô la mỗi km vuông).

## Bán Alaska cho Hoa Kỳ
Đến thập niên 1860, chính phủ Nga đã sẵn sàng từ bỏ thuộc địa Châu Mỹ thuộc Nga. Sự nhiệt tình quá mức đã làm giảm nghiêm trọng quần thể động vật có lông và sự cạnh tranh từ người Anh và người Mỹ đã làm trầm trọng thêm tình hình. Điều này, kết hợp với những khó khăn trong việc cung cấp và bảo vệ một thuộc địa xa xôi như vậy, làm giảm sự quan tâm đến lãnh thổ. Sau khi Châu Mỹ thuộc Nga được bán cho Mỹ vào năm 1867, với giá 7,2 triệu đô la (2 xu mỗi mẫu, tổng cộng là 114,657,180,85 đô la Mỹ ngày nay), tất cả các cổ phần của Công ty Nga-Mỹ đã bị thanh lý.
Sau khi chuyển nhượng, nhiều người lớn tuổi của bộ lạc Tlingit địa phương cho rằng "Castle Hill" bao gồm vùng đất duy nhất mà Nga được quyền bán. Các nhóm bản địa khác cũng lập luận rằng họ chưa bao giờ từ bỏ đất đai của họ; Người Mỹ đã lấn chiếm nó và chiếm lấy nó. Khiếu nại đất đai bản địa không được giải quyết đầy đủ cho đến nửa sau của thế kỷ 20, với sự ký kết của Quốc hội và các nhà lãnh đạo của Đạo luật Giải quyết Khiếu nại Bản địa Alaska.
Ở đỉnh cao của nước Châu Mỹ thuộc Nga, dân số Nga đã lên tới 700, so với 40.000 người Aleut. Họ và người Creole, những người đã được đảm bảo các đặc quyền của công dân tại Hoa Kỳ, đã được trao cơ hội trở thành công dân trong thời gian ba năm, nhưng rất ít người quyết định thực hiện lựa chọn đó. Tướng Jefferson C. Davis đã ra lệnh cho người Nga ra khỏi nhà của họ ở Sitka, duy trì rằng nhà ở là cần thiết cho người Mỹ. Người Nga phàn nàn về sự ngăn nắp của quân đội Hoa Kỳ và các cuộc tấn công. Nhiều người Nga đã quay trở lại Nga, trong khi những người khác di cư đến Tây Bắc Thái Bình Dương và California.